# Route 37 (Alberta)
La Route 37 est une route du centre de l'Alberta. Elle passe au nord de Saint-Albert et d'Edmonton, reliant Onoway à Fort Saskatchewan.

## Description du tracé
La route 37 débute à 3,4 km (2,1 mi) à l'ouest d'Onoway à l'intersection avec la route 43. Après l'avoir longée durant 1,6 km (1 mi) vers l'est, les routes s'éloignent et la route 37 continue vers l'est. Elle traverse la rivière Sturgeon à deux reprises. Elle se termine près de Fort Saskatchewan où elle rencontre la route 15.

## Intersections majeures
| Municipalité rurale / spécialisée | Ville  | km                                                   | Destinations                                             | Notes                     |
| --------------------------------- | ------ | ---------------------------------------------------- | -------------------------------------------------------- | ------------------------- |
| Comté de Lac Sainte-Anne          |        | 0,00                                                 | AB-43 – Edmonton, Whitecourt, Grande Prairie             |                           |
| Comté de Lac Sainte-Anne          | Onoway | 5,00                                                 | AB-777 nord – Sunrise Beach                              | Terminus sud de l'AB-777  |
| Comté de Sturgeon                 |        | 17,90                                                | AB-779 sud – Stony Plain                                 | Terminus nord de l'AB-779 |
| Comté de Sturgeon                 | 30,20  | AB-44 – Villeneuve, Westlock                         | Carrefour giratoire                                      |                           |
| Comté de Sturgeon                 | 42,00  | AB-2 – Athabasca, Morinville, Saint-Albert, Edmonton | Échangeur                                                |                           |
| Comté de Sturgeon                 | Namao  | 51,20                                                | AB-28 – Bon Accord, Cold Lake, Edmonton                  |                           |
| Comté de Sturgeon                 |        | 63,00                                                | AB-28A (17 Street NE) – Gibbons, Fort McMurray, Edmonton |                           |
| Comté de Sturgeon                 | 67,20  | AB-825 nord – Parc industriel                        | Terminus sud de l'AB-777                                 |                           |
| Comté de Sturgeon                 | 67,40  | AB-15 – Fort Saskatchewan, Edmonton                  |                                                          |                           |
|                                   |        |                                                      |                                                          |                           |